# Kenchenahalli, Jagalur
Kenchenahalli là một làng thuộc tehsil Jagalur, huyện Davanagere, bang Karnataka, Ấn Độ.